# Солина, Виктория Викторовна
Виктория Викторовна Солина (24 января 2001) — российская футболистка, полузащитница. Выступает за «Рязань-ВДВ».

## Биография
Начинала заниматься футболом в КДЮСШ № 3 г. Мариуполь. В 2013 году в составе сборной Донецкого региона стала серебряным призёром всеукраинского турнира «Кубок надежд ФФУ» среди спортсменок 2000—2001 г.р. и была признана лучшей полузащитницей соревнований.
После начала конфликта на востоке Украины перебралась в Россию, где стала выступать за мини-футбольную команду ТГПУ (Тула). В составе тульской команды становилась победительницей и призёром различных соревнований регионального и межрегионального уровня среди взрослых и студентов, признавалась лучшим игроком соревнований.
В 2019 году начала выступать на профессиональном уровне за клуб «Рязань-ВДВ». Дебютный матч в высшей лиге России провела 1 июня 2019 года против «Енисея», отыграв первые 53 минуты. Всего в своём первом сезоне сыграла 2 матча в высшей лиге. В феврале 2021 года продлила контракт с «Рязань-ВДВ».
Провела один товарищеский матч в составе юниорской сборной России 22.02.2022 против сборной Боснии и Герцеговины.